# إسبلكنون رمادي
إسبلكنون رمادي (الاسم العلمي:Splachnum canescens) هو نوع غير مؤكد من النباتات يتبع جنس الإسبلكنون من الفصيلة الإسبلكنونية.